# جون ماكفي (سياسي)
جون ماكفي (بالإنجليزية: John McPhee)‏ هو سياسي أسترالي، ولد في 4 يوليو 1878 في أستراليا، وتوفي في 14 سبتمبر 1952 في نفس البلد. حزبياً، نشط في Nationalist Party (Australia) ‏. وقد انتخب Premier of Tasmania ‏ (15 يونيو 1928 – 15 مارس 1934) وانتخب عضو مجلس النواب تسمانيا من الجمعية.